# Fuerza del Pueblo
La Fuerza del Pueblo (FP), es un partido político de la República Dominicana, de centro-izquierda con ideología progresista, fundado y liderado por el expresidente Leonel Fernández. Actualmente es el principal partido de oposición. Sus postulados indican que surge como organización política con el objetivo de contribuir a la consolidación del Estado social y democrático de derecho, así como propiciar la paz, la convivencia, el desarrollo, la equidad, la prosperidad y el bienestar del pueblo dominicano.
Fuerza del Pueblo tiene como referente histórico el ideario y la obra de los Padres de la Patria, liderados por Juan Pablo Duarte, fundador del movimiento patriótico, «La Trinitaria». Fuerza del Pueblo hace suyo los ideales patrióticos del profesor Juan Bosch, maestro y guía del pueblo dominicano, los cuales se encuentran plasmados en su extensa obra literaria, de investigaciones históricas, sociales y políticas, así como su participación, como actor principal, en la lucha contra la dictadura de Trujillo, en el esfuerzo por construir un régimen de libertades, la lucha por la vuelta a la Constitución de 1963 y la defensa de la soberanía nacional.
El partido Fuerza del Pueblo es conocido por las siglas FP, siendo su distintivo una bandera de color verde, con una flor Cayena en el centro, de color verde oscuro. El partido adoptó la versión original del himno del Movimiento 14 de Junio, para reafirmar su lucha por la democracia del pueblo dominicano y su decisión de hacer frente a las violaciones del derecho soberano de los pueblos, reafirmando una posición ideológica progresista y patriótica.

## Antecedentes
Luego de unos reñidos resultados y en medio de acusaciones de fraude electoral en las elecciones primarias de octubre de 2019, Leonel Fernández renunció a la presidencia y militancia del Partido de la Liberación Dominicana. Posteriormente pasó a un partido político ya establecido llamado "Partido de los Trabajadores Dominicanos" lo acogió y accedió a cambiar el nombre e imagen del mismo para pasar a llamarse "Fuerza del Pueblo".

## Historia

### Surgimiento
Leonel Fernández presentó su precandidatura a la presidencia de la República Dominicana a inicios de 2018 con la intención de competir a lo interno de su partido en las elecciones primarias abiertas y simultáneas el de octubre de 2019. Durante este proceso realizó fuertes ataques a quien fuera su compañero de partido y expresidente de la república Danilo Medina instándolo a desistir de buscar un tercer período consecutivo mediante reelección y evitar una traumatica modificación a la constitución, situación que llegó a discutirse en el Congreso de la República pero no a materializarse dada la presión política y social que existía en ese momento. El punto más álgido de este proceso se alcanzaría cuando Leonel Fernández realizó una multitudinaria marcha frente al Congreso, formalizando una importante división de criterios dentro del Partido de la Liberación Dominicana.

Luego de que el expresidente Danilo Medina desistiera de optar por un tercer período y de modificar la Constitución  presentó a su más cercano colaborador y entonces Ministro de Obras Públicas Gonzalo Castillo como precandidato a la presidencia con el respaldo del mandatario, esto generó fricciones internas. Finalmente Fernández salió derrotado con un estrecho margen ante Gonzalo Castillo, a lo que tildó la contienda electoral de "fraude" seguida de varias protestas, alocuciones televisadas e impugnaciones a la Junta Central Electoral. Aunque, quedaron establecidas algunas vulnerabilidades que tenía el sistema de software utilizado para el voto automatizado, con que se votó en esas elecciones primarias del 6 de octubre de 2019, y sus adversarios usaron el poder del estado para forzar votaciones hasta las 2 de la madrugada del día siguiente, violando por hasta 10 horas el horario electoral establecido y sobornando a miles de personas para transportarlas en caravanas de guaguas a sufragar en lugares lejanos, como demostrarían posteriormente investigaciones judiciales a funcionarios y familiares del Presidente Medina, entre ellas el mismo candidato Gonzalo Castillo, se alegó que esas fallas afectaron a todos los precandidatos y Leonel no pudo validar legalmente la evidente manipulación gubernamental fraudulenta y masiva en su contra.https://n.com.do/2024/05/15/mas-de-rd1200-millones-se-movieron-de-manera-ilicita-en-la-campana-de-gonzalo-asegura-el-mp/{

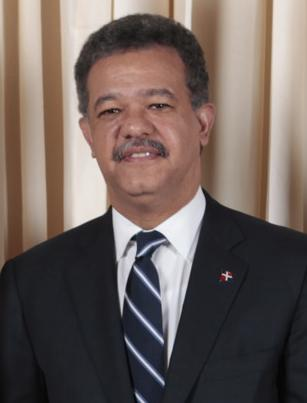
Leonel Fernández, Presidente del Partido Fuerza del Pueblo

Finalmente esto llevaría a Fernández a renunciar de la presidencia del Partido de la Liberación Dominicana y de su militancia, donde llevaba más de 46 años. Junto a él renunciaron otros militantes incluyendo funcionarios públicos, diputados y senadores, aunque finalmente hizo un llamado a todos los funcionarios de su corriente que ocupaban cargos electivos y que habían obtenido una candidatura en los comicios de octubre de 2019 a que mantuvieran sus posiciones y no renunciaran del partido, a fin de que hicieran oposición desde dentro de la misma organización.

### Fusión y cambio de nombre
Originalmente el movimiento político se llamó "La Fuerza del Pueblo" como el eslogan que utilizó Leonel Fernández para catalogar a sus seguidores durante la contienda preelectoral. Posteriormente y tras el paso al "Partido de los Trabajadores Dominicanos" esta organización política presentó una solicitud ante la Junta Central Electoral para cambiar el nombre a "Fuerza del Pueblo" utilizando colores verdes y simbologías alusivas a vegetación o flores. Durante una vista pública la entidad conoció estos cambios.
El 17 de diciembre la JCE aprobó el cambio de nombre de Partido de los Trabajadores Dominicanos a Fuerza Del Pueblo.

### Éxodo desde el PLD a la Fuerza del Pueblo
La Fuerza del Pueblo se ha fortalecido principalmente de los militantes del Partido de la Liberación Dominicana que continúan transfiriéndose a la nueva organización creando un panorama en el cual los dos partidos se disputan el título de segunda mayoría del Senado.

## Órganos de dirección
Actualmente el partido tiene una matrícula de más de dos millones de dominicanos inscritos en sus filas.<ref>{{Cita web |url=https://n.com.do/2023/09/25/leonel-entrega-a-jce-padron-de-la-fp-con-mas-de-dos-millones-de-personas-inscritas

### Dirección Central
La Dirección Central es la instancia superior del Partido después del Congreso y está compuesto por 1,500 miembros.
Los miembros de la Dirección Central serán elegidos mediante el voto secreto y universal de la mayoría simple de los votos válidos emitidos por los y las miembros del Partido registrados.

### Dirección Política
La Dirección Política es el organismo ejecutivo de la Dirección Central y está integrado por el presidente del Partido, el vicepresidente, el secretario general y sesenta y cuatro (64) miembros plenos, conforme lo establecen sus Estatutos. 
La Dirección Política tendrá como voceros oficiales al presidente, el vicepresidente y al secretario general del Partido.